# Julien Desprès
Julien Thierry Desprès (Clamart, 12 maggio 1983) è un canottiere francese, vincitore della medaglie di bronzo nel 4 senza a Pechino 2008.

## Palmarès
- Olimpiadi

Pechino 2008: bronzo nel 4 senza.
- Campionati del mondo di canottaggio

2010 - Cambridge: oro nel 4 senza.
- Campionati europei di canottaggio

2008 - Maratona: oro nel 2 di coppia.
2009 - Brest: bronzo nell'8 con.